# Unidad Ceremonial de las Fuerzas Armadas Revolucionarias de Cuba
La Unidad Ceremonial de las Fuerzas Armadas Revolucionarias de Cuba es un batallón ritual ceremonial de las Fuerzas Armadas Revolucionarias de Cuba. Desde su fundación el 15 de diciembre de 1961, los integrantes masculinos y femeninos de la unidad han rendido homenaje al Partido Comunista de Cuba, al gobierno de Cuba y a las Fuerzas Armadas Revolucionarias (FAR). La unidad utiliza intensas técnicas físicas y políticas, particularmente marciales, para mantener la disciplina requerida por los soldados y oficiales de la unidad ceremonial.

## Funciones ceremoniales e historia
La función principal de la unidad es realizar el cambio de guardia cada media hora en el Mausoleo José Martí dentro del Cementerio Santa Ifigenia. Además de brindar honores relacionados con el protocolo (honores fúnebres, entrega de cartas credenciales, entrega de medallas nacionales, bienvenida a flotas navales extranjeras, ofrendas florales, pavimentación de calles para desfiles militares en la Plaza de la Revolución). La unidad representa a las fuerzas armadas revolucionarias durante las ceremonias de llegada al Palacio de la Revolución para las visitas de Estado a La Habana, con acompañamiento musical brindado por la banda de música de la unidad ceremonial. En los últimos años la unidad ha participado en la acogida de Barack Obama, el Príncipe de Gales y Felipe VI de España. Durante los honores al líder soviético Leonid Brezhnev en 1974, la escolta de la unidad vistió los colores de las ramas del Ejército, la Armada y la Fuerza Aérea soviéticas. Fuera del país, la unidad participó en particular en el desfile del Día de la Victoria en China en 2015. Durante los ensayos del desfile, la formación de 82 miembros era conocida a menudo por ser la última en llegar al patio de armas y la única que utilizaba artes marciales chinas como el Tai Chi en sus ejercicios. La unidad también jugó un papel importante en la muerte y funeral de Estado de Fidel Castro en noviembre de 2016. 
En 1991, la unidad ceremonial presentó un uniforme histórico usado durante la ceremonia inaugural de los Juegos Panamericanos de 1991 celebrados en La Habana, inspirado en los uniformes estilo rayadillo usados por los soldados revolucionarios cubanos de la Guerra de Independencia y la guerra hispanoamericana.
Los días festivos cubiertos por la unidad incluyen:
- Triunfo de la Revolución (1 de enero)
- Día de la Victoria (2 de enero)
- Día de las Fuerzas Armadas de Cuba (2 de diciembre)
- Día de la Rebelión Nacional (26 de julio)
- Día de la Independencia (10 de octubre)

La unidad también incluye en sus filas una batería de artillería ceremonial que dispara salvas de 21 tiros en eventos de Estado.  

## Galería

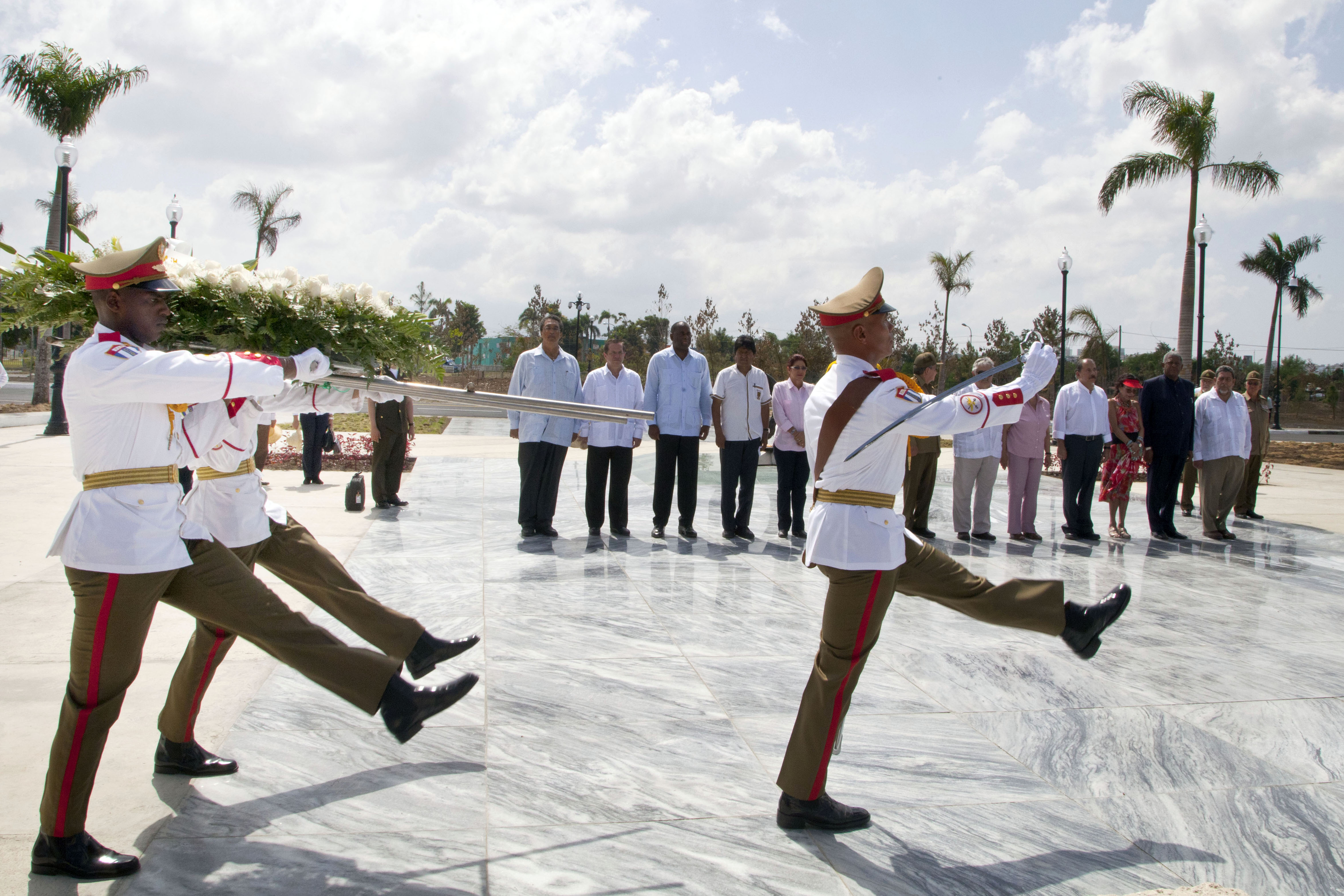
Un equipo de ofrenda floral encabezado por el comandante de la unidad José Luis Peraza López en elMemorial José Martí.
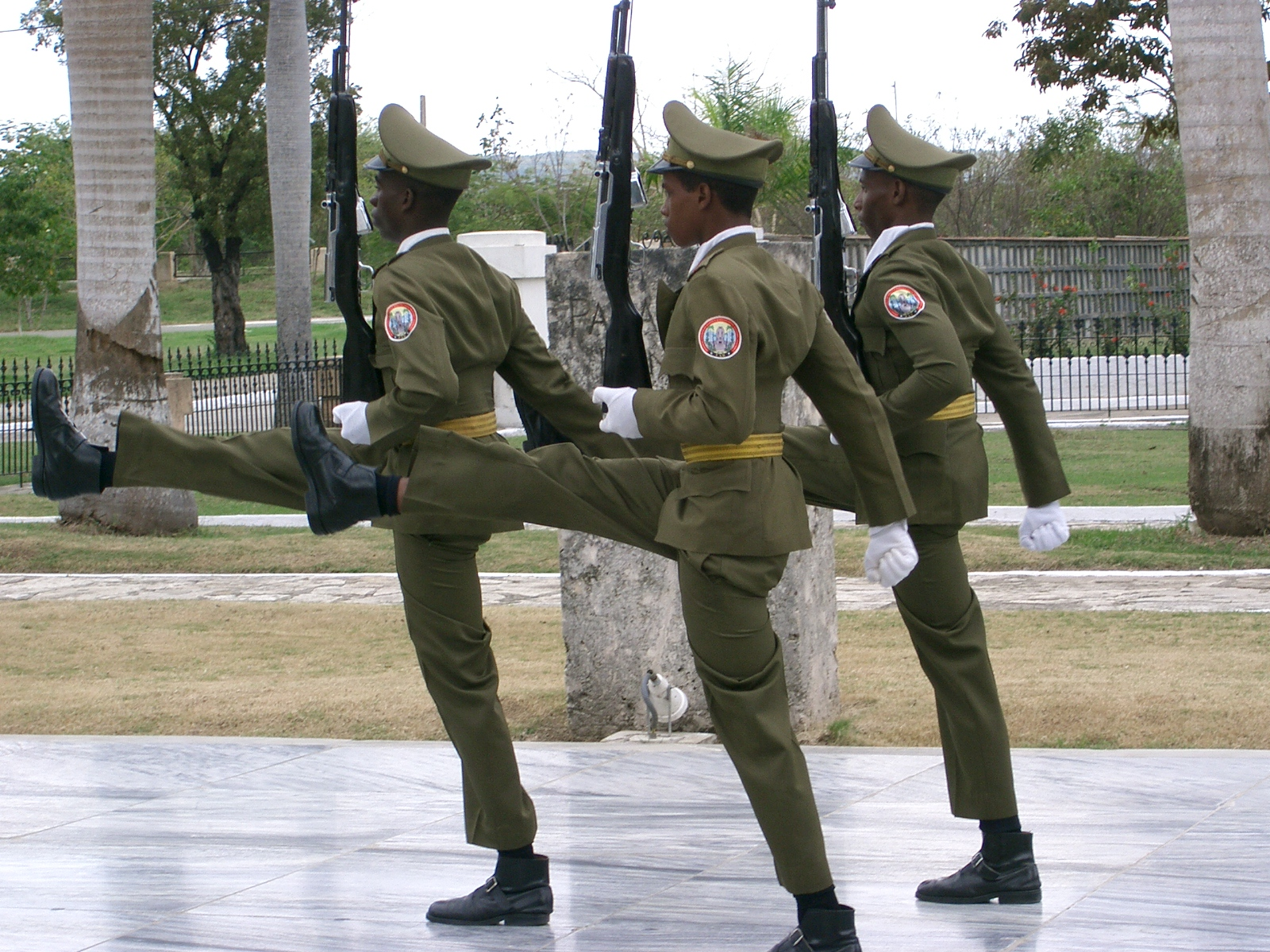
Tres guardias al inicio del cambio de guardia en el Mausoleo de José Martí.
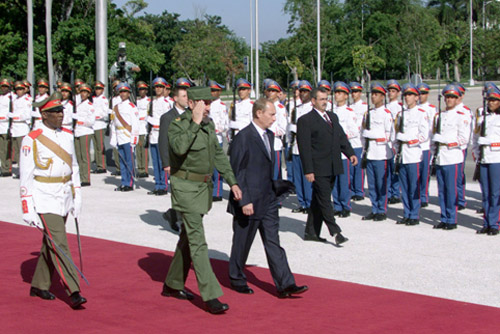
Vladimir Putin,acompañado de Fidel y el comandante de la unidad, inspeccionando a los miembros de la guardia de honor en la oficina del Consejo de Estado.
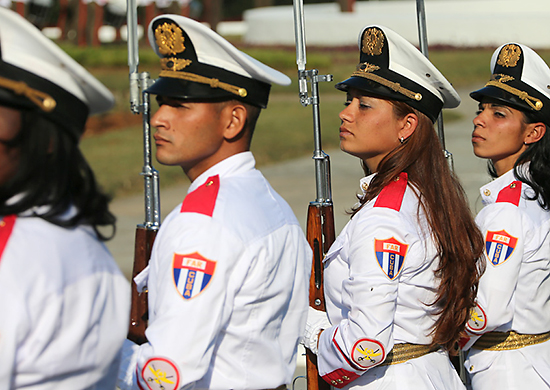
Militares de la unidad, hombres y mujeres, frente al monumento a las tropas soviéticas.
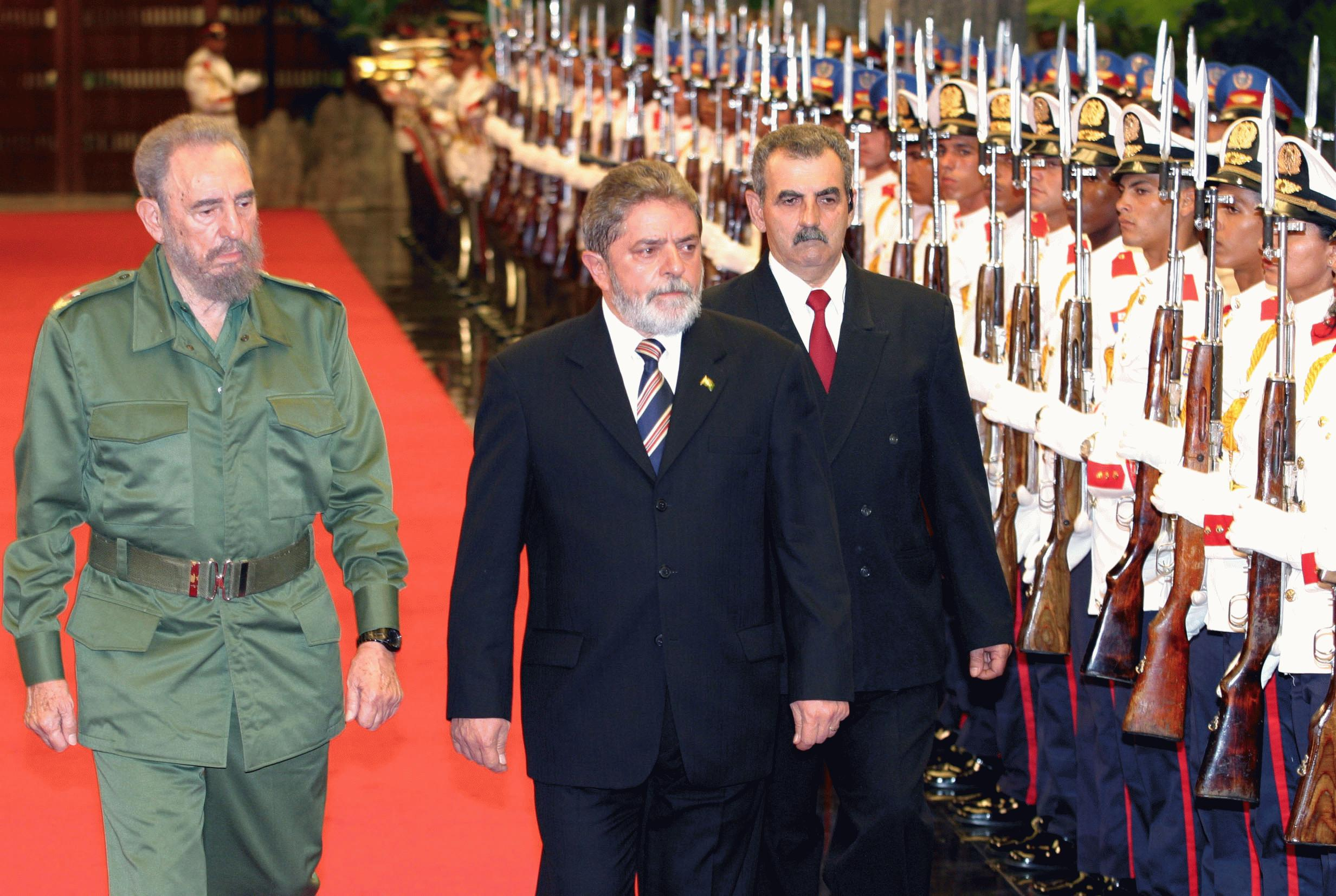
La unidad passada en revista por el Presidente de Brasil, Lula da Silva, y el líder cubano Fidel Castro.

### Fotos
- Salva de 21 tiros en honor al 165 aniversario de José Martí

### Vídeos
- Una formación militar de la unidad durante el desfile del Día de la Victoria de China de 2015 en Pekín

- El cambio de guardia en La Habana en 2008
- Desfile en honor de los soldados soviéticos
- Portal:historia militar. Contenido relacionado con Cuba.

- Datos: Q56274804
- Multimedia: Honour guards from Cuba / Q56274804